# 南羽咋駅
南羽咋駅（みなみはくいえき）は、石川県羽咋市新保町下にある、西日本旅客鉄道（JR西日本）七尾線の駅である。
羽咋市最南部に位置しており、南に接する宝達志水町の町役場所在地でもある子浦からも近い。

## 歴史
- 1960年（昭和35年）2月10日：日本国有鉄道（国鉄）七尾線の敷浪駅 - 羽咋駅間に新設開業（旅客駅）[1][2]。建設費全額を地元が負担して建設された請願駅で、鉄道弘済会が駅業務を行う業務委託駅であった[3]。
- 1972年（昭和47年）3月15日：無人駅化[4][5]。
- 1987年（昭和62年）4月1日：国鉄分割民営化に伴い、西日本旅客鉄道（JR西日本）の駅となる[6]。
- 2009年（平成21年）9月16日：自動券売機を撤去[1]。
- 2021年（令和3年）3月13日：ICカード「ICOCA」の利用が可能となる[7][8][9]。

## 駅構造
線路東側に単式ホーム1面1線を持つ地上駅（停留所）である。
七尾鉄道部管理の無人駅で、ホーム上に待合室がある。自動券売機が設置されていた時期がある。ICOCAなどの交通系ICカードが利用可能となっているが、当駅にはIC専用の簡易改札機が設置されておらず、列車内での精算となる。なお、当駅は七尾線の駅で唯一ICOCAなどの交通系ICカードへのチャージが不可能となっている（2021年時点）。

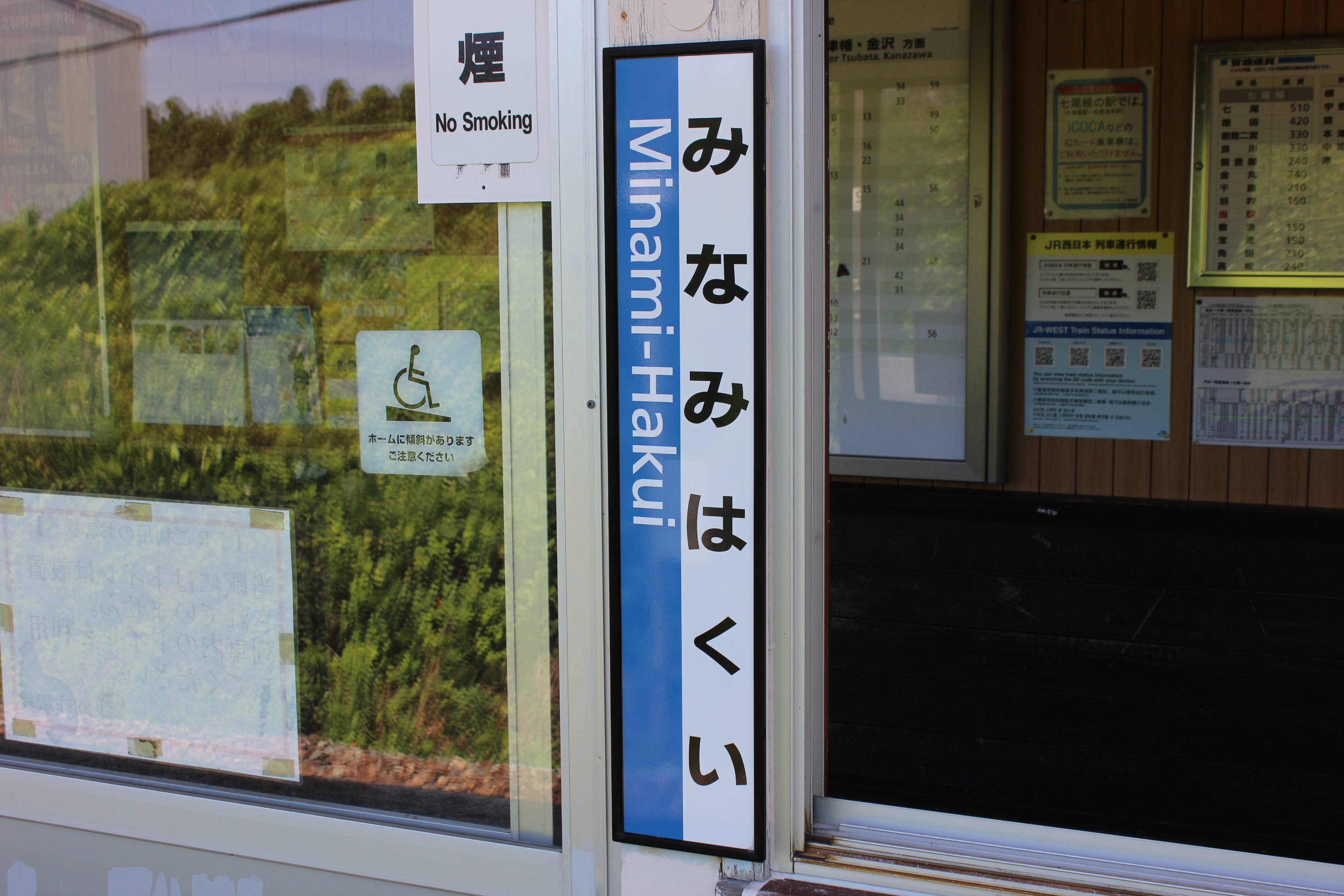
待合所には駅名標が付けられているが、建物外側には駅名を表すものがない。

## 利用状況
2020年（令和2年）度の1日平均乗車人員は48人である。
近年の1日平均乗車の推移は以下のとおりとなっている。
| 年度               | 1日平均 乗車人員 | 出典   |
| ------------------ | ---------------- | ------ |
| 2002年（平成14年） | 76               |        |
| 2003年（平成15年） | 67               |        |
| 2004年（平成16年） | 65               |        |
| 2005年（平成17年） | 68               |        |
| 2006年（平成18年） | 65               |        |
| 2007年（平成19年） | 62               |        |
| 2008年（平成20年） | 62               |        |
| 2009年（平成21年） | 57               |        |
| 2010年（平成22年） | 53               |        |
| 2011年（平成23年） | 60               |        |
| 2012年（平成24年） | 52               | [ 14 ] |
| 2013年（平成25年） | 52               | [ 14 ] |
| 2014年（平成26年） | 47               | [ 14 ] |
| 2015年（平成27年） | 58               | [ 14 ] |
| 2016年（平成28年） | 76               | [ 14 ] |
| 2017年（平成29年） | 83               | [ 15 ] |
| 2018年（平成30年） | 78               | [ 16 ] |
| 2019年（令和元年） | 65               | [ 17 ] |
| 2020年（令和02年） | 48               | [ 12 ] |

## 駅周辺

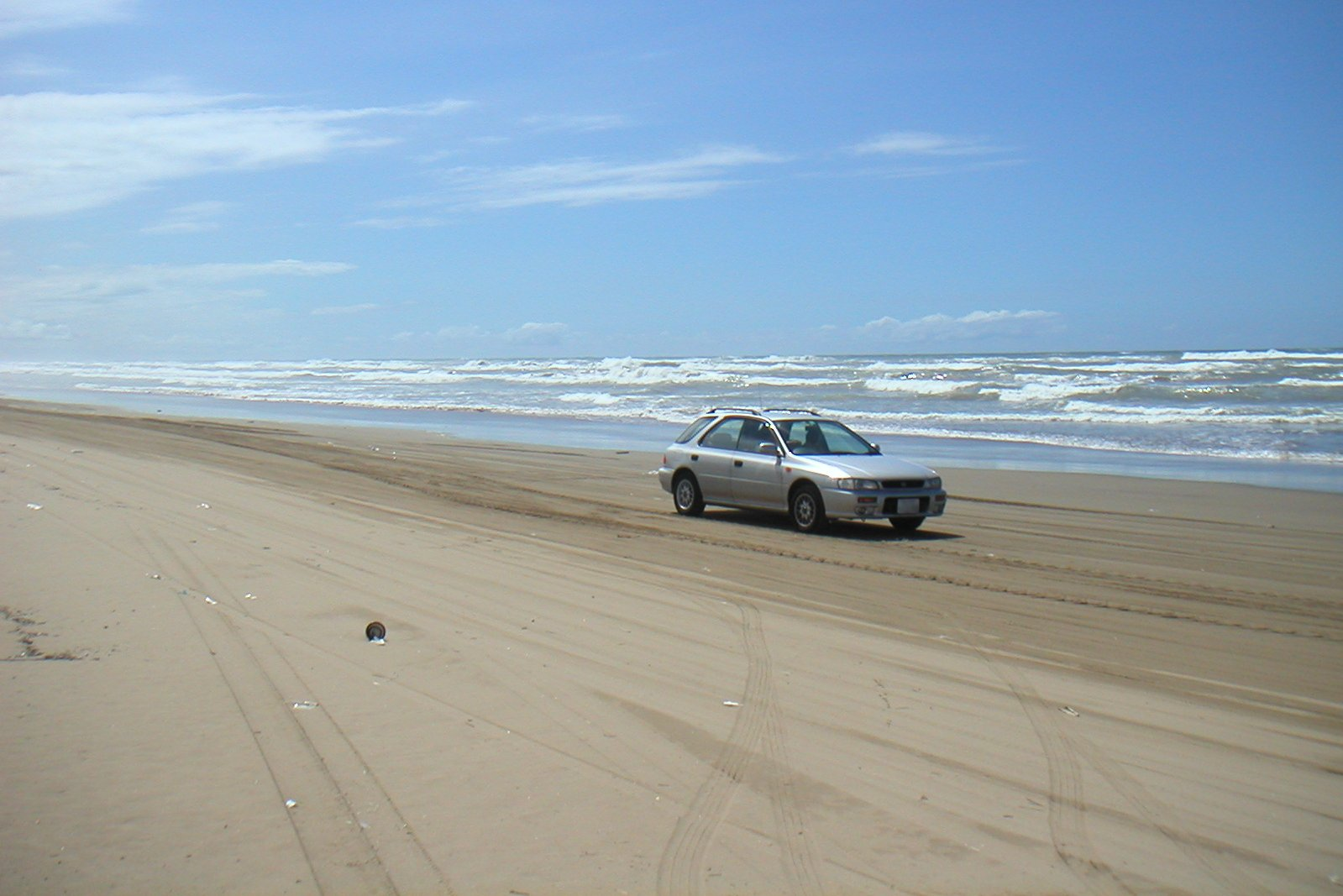
千里浜なぎさドライブウェイ

- 羽咋市立栗ノ保小学校
- のと里山海道千里浜IC・志雄PA
- 国道159号
- 国道249号
- 富山県道・石川県道29号高岡羽咋線
- 千里浜なぎさドライブウェイ
- 宝達志水町役場
- 宝達志水町立志雄小学校
- 志雄郵便局

## 隣の駅
西日本旅客鉄道（JR西日本）
■七尾線
敷浪駅 - 南羽咋駅 - 羽咋駅